# Гајдобра
Гајдобра (мађ. Szépliget) је насеље стационирано у АП Војводини, у Републици Србији. Административно припада Општини Бачка Паланка, од чијег седишта је удаљена 15 километара североисточно, док се у односу на Нови Сад налази око 40 км северозападно. Према попису из 2022. било је 2089 становника.

## Историја

### Порекло имена места
У једном свом чланку под називом Топономастика Војводине, који је публикован 1951. године, творац првог етимолошког речника у нас, реномирани јужнословенски лингвиста, Петар Скок, осврнуо се и на овај топоним. Пишући о сложеницама чији су саставни делови придев (адјектив) и именица (апелатив), аутор из тог корпуса искључује топоним Гајдобра. Из простог разлога што  придеви у именима насеља оваквог типа у српскохрватском језику стоје испред именице. То би могло да се повеже са мађарским називом места - Szépliget, што у преводу значи Леп гај, леп предео. Скок констатује да је у случају овог топонима дошло до удруживања два месна имена, што је врло ретка појава у топономастици.
Антон Шефер, подунавски Немац из Гајдобре, у првом поглављу своје монографије о Гајдобри, износи претпоставке о пореклу имена места. Шефер је мишљења да је овај топоним могао настати спајањем два месна имена која су у атару могла постојати пре Мохачке битке и то поседа приора из реда Премонстрата званог Гајдел и места Добра које је настало у близини или је српски превод имена Erdő-Dobra (Ерде Добра), јер је пре поменуте битке, породица Добра поседовала више имања у Бачкој жупанији, која су носила као ближу одредницу допунско име Бан-Добра, Киш-Добра, Еђхаз-Добра и Ерде-Добра.

### Период пре насељавања Подунавских Немаца
Простор Гајдобре насељен је још у неолитском периоду, о чему сведоче археолошки налази на локалитету Рајсов салаш, источно од насеља. Сам топоним Гајдобра први пут се помиње 1464. године под називом Добра. Период XVI и XVII века доноси мали број података о војвођанском простору којем Гајдобра припада. То би могло да се објасни чињеницом да је након слома Угарске 1526. године, простор Бачке био запоседнут од стране Османлија. Потврду о постојању Гајдобре у претколонистичком периоду осим Шефера, даје нам и Душан Поповић у свом капиталном делу Срби у Војводини, где међу побројаним насељима из времена турске владавине може да се види и Гајдобра.
У време турске владавине, године 1554, Доња-Добра, за коју се сматра да је Гајдобра, припада бачкој нахији. Тада су убележена два пореска обвезника, да би 1590. године било 18. опорезиваних кућа. Намесник округа је био Али Мохамед са седиштем у Бачу. Наредних сто година, Гајдобра се не помиње, чак ни у време сеобе под Чарнојевићем и чувених Леополдових привилегија, тако да се претпоставља да је простор данашњег насеља тада фигурирао као пустара.
Према Жупанијском попису из 1702. године Гајдобра је уписана као ново насеље са два пореска обвезника, да би након мање од десет година, 1711. била уписана као пустара, која се налазила на четири сата хода од Петроварадина, чији се посед може обићи пешке за сат и по времена. То би могло да се објасни последицама Ракоцијевог устанка, када су Ракоцијеви куруци палили бројна насеља диљем Угарске у којима је живело немађарско становништво. Тада је извршена и процена добара према којима простор насеља обухвата 150 јутара ораница, 60 јутара пашњака и 30 јутара винограда. Само 4 године касније, Гајдобра има 5 становника са пореском обавезом. Пореске листе је могуће пронаћи све до 1735. године. Наиме, тада је сеоска општина Гајдобра издата у закуп и врло је могуће да се тадашње српско становништво раселило по околним селима у којима је већ било Срба, попут Силбаша, Парага итд.

### Средња (терезијанска) колонизација
Гајдобра је била насељена Немцима током средње (терезијанске) колонизације. Колонизација је најмасовније размере имала од почетка двадесетих до краја седамдесетих година. За то време су се на трону сменила 3 владара: Карло VI, Марија Терезија и Јосиф II, тако се у традицији усталила уобичајена подела на каролинску, терезијанску и јозефинску колонизацију. Потреба за колонизовањем овог простора јавила се и због малобројности домицилног становништва које је било изморено дугим ратовањима, болестима, глађу. Најпожељнијим досељеницима су сматрани Немци-католици. Колонистима су нуђене и бројне повластице. То се огледало у јефтиним ценама земље, праву наслеђа на кућу и имање и ослобођење  од пореза на три године за домаће и на пет година за стране усељенике.
Насељеници су долазили из свих крајева Немачке, углавном из Лотарингије, Фалачке и Трира, али и из Швапске (Баден Виртемберг). Путовали су Дунавом у лађама плитког газа, сличним скелама, на чијој палуби су се налазиле две дрвене колибе. Лађе оваквог типа називане су Улмским кутијама, вероватно због тога што је Улм, поред Регензбурга био једно од главних дунавских чворишта. На овакве лађе, које су биле гломазне, могло је да се укрца између 20 и 150, па чак и 400 душа. Оне су најчешће грађене за једнократну употребу, јер су се по доласку на одредиште обично расклапане и коришћене као грађа за кућу. Путовали су реком докле год је то било могуће, даље су настављали пешице или колима до крајњег одредишта. Новопридошле колонисте је осим куге и колере, косила и маларија. Тако су у предању Подунавских Шваба, њихове тегобе у време насељавања, најсажетије су описане у изреци која гласи: „Tot, Not, Brot” - Први нађоше смрт, други јаде, а трећи хлеб.
Гајдобра је била насељена крајем 1764. и у 1765. години. Наводи се извештај од 14. јуна 1764, администратора Паула Крушпера да у коморским добрима Крњаја (данас Кљајићево) и Гајдобра, која су одређена за насељавање, није у току дочек колониста и да у тим местима траје припрема њива и изградња шест кућа. У опширнијем записнику, који је датован у 14. новембар 1764. године, насељенички повереник Хајнрих Штредула извештава да је у Гајдобри већ у току изградња петнаест кућа.
Коморска управа у Пожуну (Братислава) је 28.  јануара 1764. године, на основу извештаја коморског саветника барона Антона Котмана, који је посетио Гајдобру у пролеће 1763. године, донела је низ одлука о организовању  доласка колониста, њиховом прикупљању, транспорту Дунавом до Беча где су добијали насељеничку дозволу и новац за путне трошкове, да би даље путовање у свој нови завичај настављали до Будима, где су распоређивани према областима. Они којима је било одређено да се населе у Бачку морали су да се пријаве финансијској служби за насељавање у Сомбору. Ту је сваки члан породице био уписан у протокол и добијао насељенички пасош који је обавезно потписивао старешина породице. На основу тих пасоша  добијена је јединствена, породична књижица за снабдевање на којој је био уписан насељенички број. Поред те књижице која је била основни документ до коначног смештаја у сопствену кућу, досељеници су добијали крајњи распоред за насељавање. Градњом кућа и планским обликовањем насеља руководила је Коморска грађевинска управа, која је набављала и исплаћивала мајсторе и грађевински материјал.
Први званични  немачки насељеник Гајдобре био је Георг Клинг, по занимању књиговезац. Добио је велику насељеничку кућу, четири катастарска јутра, оранице и ливаде. Дошао је у августу 1764. Гајдобра је по дијалекту, обичајима и навикама била најсличнија баварском Пфалцу, па се тако закључује да је и поред праксе Краљевске канцеларије за насељавање да се приспели колонисти измешају ради брже асимилације и адаптације, која у Гајдобри није доследно спроведена, већина некадашњих становника села је дошла са подручја Пфалца.

### Римокатоличка црква Светог Мартина Турског
Жупа је утемељена 1765. године и од тада се воде матичне књиге. На рубном делу села, поред чибског (челаревског) пута, изграђена је прва, скромна црквица, основе 12х4 хвата. Ту су службе обављане од 1767. до 1788. године када је изграђена данашња црква у центру насеља и посвећена је као прва, Светом Мартину Турском. Освештана је 1791. године. Први свештеник у Гајдобри, коме је Гајдобра била једина жупа, био је Михаел Виланд. Важну улогу је имао кантор, који је повезивао црквену и школску активност. Црква има четири звона.  Дуга је 35 и широка 15 метара, док је висина лађе 12 метара. Торањ је висок 35 метара. Црква је више пута дограђивана и реновирана: 1853, 1883, 1897, 1911, 1943. и 1962. године.Коначно осликавање урадили су 1911. године Карл Грајнер и Франц Лор.

### Савезна колонизација 1945. године
Након Другог светског рата долази до потпуне промене етничке структуре. Гајдобру, коју је већина њених некадашњих житеља немачке националности напустила, насељавају Срби, у највећој мери са простора Херцеговине. Празан простор за емигрирање становништва настао је услед исељавања Немаца, што је створило додатни мотив за реализацију насељавања, које је озваничено доношењем Закона о аграрној реформи и колонизацији. Насељавањем се обнављао економски живот на бившим немачким газдинствима и пољопривредна производња, учвршћивао поредак. Подаци из послератног пописа становништва  указују на то да је становништво рођено у Босни и Херцеговини највише настањено у Бачкопаланачком (13.864) срезу. Простор Херцеговине и Босанске Крајине, као пасивни крајеви, били су расадници колониста. Најмасовније одредиште колонизације били су западна и јужна Бачка и Банат, у које је досељено 90% колониста. Друга колонизација је спроведена на брзину. Поред добровољног одласка, постојао је одређен политички притисак, проузрокован последицама рата и политиком  прогона. Колонизација је обухватила укупно 29.465 лица у Бачкој, или 3,8% становништва.
Од децембра 1945. до априла 1946. године, у Гајдобру је досељено 517 породица. Највише досељених било је из Херцеговине: Невесиње (122 породице), Мостар (89), Љубиње (83), Столац (79), Билећа (43), Требиње (2), Гацко (2) и Чапљина (1). Из Босанске Крајине је досељено 56 породица, највише из Босанске Крупе (21). У групи македонских колониста налазили су се предратни насељеници из Босне и Херцеговине у Македонији, који су остали без поседа на основу Закона о ревизији и насељени у Гајдобру у оквиру босанско-херцеговачке квоте. На крају, 21 насељеничка породица доспела породица доспела је у Гајдобру из разних крајева Србије, Хрватске, Црне Горе и Словеније.
Досељено становништво у Гајдобри углавном се груписало према родном крају из кога је дошло. Пет највећих улица насељено је до краја 1945. године. Аграрна реформа је омогућила поделу земљишта беземљашима, сиротињи и савезним колонистима. У Гајдобри је свака колонистичка породица са 1–8 чланова добила по 5 хектара земље. Официри ЈНА су добијали још по пола хектара. Тиме су обезбеђене две основне потребе досељеника: исхрана и становање. Због тешкоћа са аклиматизацијом (лесна прашина и лоша пијаћа вода), али и из других разлога, било је породица које су се вратиле у стари крај. Неке од тих породица се касније поново досељавају у Гајдобру. Првих година по завршетку Другог светског рата и досељавања у Гајдобру, број рођених је био изразито велики. Тако је 1947. године рођено 175 деце, што представља максимум у историји Гајдобре. Појава повећаног наталитета је, иначе, типична и очекивана после завршетка ратних сукоба.

### Православни храм Светих апостола Петра и Павла
На дан Светих апостола Петра и Павла 12. јула 1990. године освештано је земљиште и крст, на којем ће касније бити изграђен православни храм. Храм је изграђен у модерном српско-византијском стилу. Налази се у Улици Патријарха Павла. Поред храма, у оквиру црквене порте налазе се парохијски дом, где живи свештенослужитељ са породицом, као и Светосавски дом који је у изградњи. Радови на овом здању отпочели су 2019. године. Као део Светосавског дома, биће изграђен параклис посвећен Светим новомученицима Пребиловачким и доњохерцеговачким који се прослављају 6. августа/24. јула. У наредним годинама, храм би требало да буде фрескописан.

## Географија
Гајдобра је насеље изграђено на јужном делу бачке лесне терасе, чија је надморска висина у просеку 87 m, што је за 6–7 m више у односу на алувијалну раван на којој лежи Бачка Паланка. Налази се 15 км од тока Дунава. Наш познати географ, академик Бранислав Букуров, у свом делу Географски положај бачких насеља наводи следеће: „На плитким долинама које чине изворишну челенку Јегричке подигнуто је пет насеља: Буљкес (Бачки Маглић), Гајдобра, Силбаш, Параге, Дубрава (Ратково) и Нова Гајдобра.“ . На основу њеног положаја може се уочити да је Гајдобра подједнако удаљена од екватора (око 4,5 хиљада километара) и северног пола (око 4,5 хиљада километара), те припада средишњој области северне Земљине хемисфере.
На подручју Гајдобре и гајдобранског атара могу се уочити слојеви леса на стрмим обалама некадашњих притока реке Јегричке, барама и великим ископинама, из којих је оглињали лес у XVIII, XIX и почетком XX века коришћен као грађевински материјал. Ови ископи су касније забарени и у већини је до краја седамдесетих година XX века било воде. Сада су то депресије затрпане акумулационим материјалом (одроном), барским биљем и маховином, а неке су, нажалост, постале депоније смећа. Дебљина лесног слоја у Гајдобри и ужој околини износи у просеку 6 m, с тим да западни и северни део атара има нешто већу дебљину и вишу надморску висину, док су јужни и источни слојеви леса доста нижи – око 4 m, због дејства флувијалне ерозије, услед отапања ледника крајем плеистоцена. Исто тако, јужни и југоисточни делови атара имају доста плићи лес и нижу надморску висину због испирања наталоженог материјала и тектонских покрета спуштања тла према току реке Дунав.

## Демографија
У насељу Гајдобра живи 1760 пунолетних становникa, а просечна старост становништва износи 47,05 година (45, 14 код мушкараца и 48,93 код жена). У насељу има  786 домаћинстава, а просечан број чланова по домаћинству је 2,66.
Ово насеље је великим делом насељено Србима (према попису из 2002. године), а у последња три пописа, примећен је пад у броју становника.
|  |  |  |
|  |  |  |

| Демографија | Демографија | Демографија |
| Година      | Становника  | Становника  |
| ----------- | ----------- | ----------- |
| 1921.       | 2.730       |             |
| 1931.       | 3.019       |             |
| 1948.       | 3.627       |             |
| 1953.       | 3.764       |             |
| 1961.       | 4.056       |             |
| 1971.       | 3.567       |             |
| 1981.       | 3.272       |             |
| 1991.       | 3.171       |             |
| 2002.       | 2.968       |             |
| 2011.       | 2.578       |             |
| 2022.       | 2.089       |             |

| Етнички састав према попису из 2002.‍ | Етнички састав према попису из 2002.‍ | Етнички састав према попису из 2002.‍ | Етнички састав према попису из 2002.‍ | Етнички састав према попису из 2002.‍ |
| ------------------------------------ | ------------------------------------ | ------------------------------------ | ------------------------------------ | ------------------------------------ |
|                                      |                                      |                                      |                                      |                                      |
| Срби                                 | Срби                                 |                                      | 2.808                                | 94,60%                               |
| Словаци                              | Словаци                              |                                      | 34                                   | 1,14%                                |
| Хрвати                               | Хрвати                               |                                      | 21                                   | 0,70%                                |
| Мађари                               | Мађари                               |                                      | 19                                   | 0,64%                                |
| Југословени                          | Југословени                          |                                      | 16                                   | 0,53%                                |
| Црногорци                            | Црногорци                            |                                      | 15                                   | 0,50%                                |
| Македонци                            | Македонци                            |                                      | 2                                    | 0,06%                                |
| Русини                               | Русини                               |                                      | 1                                    | 0,03%                                |
| Муслимани                            | Муслимани                            |                                      | 1                                    | 0,03%                                |
| непознато                            | непознато                            |                                      | 8                                    | 0,26%                                |

| \| \| м \| \| \| ж \| \| 85+ \| 23 \| \| \| 35 \| \| 80—84 \| 25 \| \| \| 48 \| \| 75—79 \| 32 \| \| \| 49 \| \| 70—74 \| 91 \| \| \| 98 \| \| 65—69 \| 95 \| \| \| 120 \| \| 60—64 \| 68 \| \| \| 79 \| \| 55—59 \| 74 \| \| \| 71 \| \| 50—54 \| 69 \| \| \| 65 \| \| 45—49 \| 73 \| \| \| 61 \| \| 40—44 \| 74 \| \| \| 60 \| \| 35—39 \| 57 \| \| \| 54 \| \| 30—34 \| 54 \| \| \| 40 \| \| 25—29 \| 51 \| \| \| 55 \| \| 20—24 \| 57 \| \| \| 43 \| \| 15—19 \| 45 \| \| \| 47 \| \| 10—14 \| 53 \| \| \| 42 \| \| 5—9 \| 48 \| \| \| 42 \| \| 0—4 \| 48 \| \| \| 43 \| \| Просек : \| 45,14 \| \| \| 48,93 \| |       |  |  |       |
| |       |  |  |       |
| | м     |  |  | ж     |
| 85+ | 23    |  |  | 35    |
| 80—84 | 25    |  |  | 48    |
| 75—79 | 32    |  |  | 49    |
| 70—74 | 91    |  |  | 98    |
| 65—69 | 95    |  |  | 120   |
| 60—64 | 68    |  |  | 79    |
| 55—59 | 74    |  |  | 71    |
| 50—54 | 69    |  |  | 65    |
| 45—49 | 73    |  |  | 61    |
| 40—44 | 74    |  |  | 60    |
| 35—39 | 57    |  |  | 54    |
| 30—34 | 54    |  |  | 40    |
| 25—29 | 51    |  |  | 55    |
| 20—24 | 57    |  |  | 43    |
| 15—19 | 45    |  |  | 47    |
| 10—14 | 53    |  |  | 42    |
| 5—9 | 48    |  |  | 42    |
| 0—4 | 48    |  |  | 43    |
| Просек : | 45,14 |  |  | 48,93 |

| Година пописа     | 1948. | 1953. | 1961. | 1971. | 1981. | 1991. | 2002. |
| ----------------- | ----- | ----- | ----- | ----- | ----- | ----- | ----- |
| Број домаћинстава | 685   | 742   | 923   | 908   | 930   | 950   | 1.110 |

| Број чланова      | 1   | 2   | 3   | 4   | 5  | 6 | 7 | 8 | 9 | 10 и више | Просек |
| ----------------- | --- | --- | --- | --- | -- | - | - | - | - | --------- | ------ |
| Број домаћинстава | 248 | 299 | 236 | 238 | 77 | 8 | 3 | 1 | 0 | 0         | 2,67   |

| Пол    | Укупно | Неожењен/Неудата | Ожењен/Удата | Удовац/Удовица | Разведен/Разведена | Непознато |
| ------ | ------ | ---------------- | ------------ | -------------- | ------------------ | --------- |
| Мушки  | 1.233  | 403              | 755          | 53             | 22                 | 0         |
| Женски | 1.327  | 259              | 762          | 280            | 26                 | 0         |
| УКУПНО | 2.560  | 662              | 1.517        | 333            | 48                 | 0         |

| Пол    | Укупно                    | Пољопривреда, лов и шумарство | Рибарство                            | Вађење руде и камена | Прерађивачка индустрија       |
| ------ | ------------------------- | ----------------------------- | ------------------------------------ | -------------------- | ----------------------------- |
| Мушки  | 553                       | 164                           | 0                                    | 0                    | 170                           |
| Женски | 441                       | 135                           | 0                                    | 0                    | 113                           |
| Укупно | 994                       | 299                           | 0                                    | 0                    | 283                           |
|        |                           |                               |                                      |                      |                               |
| Пол    | Производња и снабдевање   | Грађевинарство                | Трговина                             | Хотели и ресторани   | Саобраћај, складиштење и везе |
| Мушки  | 0                         | 16                            | 45                                   | 15                   | 51                            |
| Женски | 4                         | 4                             | 68                                   | 9                    | 6                             |
| Укупно | 4                         | 20                            | 113                                  | 24                   | 57                            |
|        |                           |                               |                                      |                      |                               |
| Пол    | Финансијско посредовање   | Некретнине                    | Државна управа и одбрана             | Образовање           | Здравствени и социјални рад   |
| Мушки  | 5                         | 14                            | 35                                   | 9                    | 5                             |
| Женски | 11                        | 6                             | 12                                   | 31                   | 25                            |
| Укупно | 16                        | 20                            | 47                                   | 40                   | 30                            |
|        |                           |                               |                                      |                      |                               |
| Пол    | Остале услужне активности | Приватна домаћинства          | Екстериторијалне организације и тела | Непознато            | Непознато                     |
| Мушки  | 15                        | 0                             | 0                                    | 9                    | 9                             |
| Женски | 11                        | 0                             | 0                                    | 6                    | 6                             |
| Укупно | 26                        | 0                             | 0                                    | 15                   | 15                            |

## Познати мештани
- Милован Пецељ

## Галерија
- Православни храм
Светих апостола Петра и Павла
- Старе куће у Гајдобри
- Католичка црква Светог Мартина Турског